# Lista siturilor arheologice din județul Bihor - P
Lista siturilor arheologice din județul Bihor - P conține toate siturile arheologice din județul Bihor înscrise în Repertoriul Arheologic Național (RAN) și aflate în localități al căror nume începe cu litera P. RAN este administrat de Ministerul Culturii și Patrimoniului Național și cuprinde date științifice, cartografice, topografice, imagini și planuri, precum și orice alte informații privitoare la zonele cu potențial arheologic, studiate sau nu, încă existente sau dispărute.
Puteți căuta un sit din localitățile care încep cu litera P folosind formularul de mai jos sau puteți naviga prin toate siturile din județ la Lista siturilor arheologice din județul Bihor.
| Cod RAN                                | Denumire | Localitate                               | Adresă                   | Datare                | Descoperit | Coordonate | Imagine           | Erori            |
| -------------------------------------- | --- | ---------------------------------------- | ------------------------ | --------------------- | ---------- | ---------- | ----------------- | ---------------- |
| 26788.01.01                            | Situl arheologic de la Peștera - Peștera Igrița / ansamblu anonim (Categorie: locuire civilă) (Tip: Așezare)                                              | sat Peștere, comuna Aștileu              | Peștera Igrița           | Coțofeni              |            |            | Încărcați imagine | Raportați eroare |
| 26788.01.02                            | Situl arheologic de la Peștera - Peștera Igrița / ansamblu anonim (Categorie: locuire civilă) (Tip: Necropolă)                                            | sat Peștere, comuna Aștileu              | Peștera Igrița           |                       |            |            | Încărcați imagine | Raportați eroare |
| 26724.02.01                            | Așezarea neo-eneolitică de la Peștiș- Peștera Piatra Jurcoaiei / ansamblu anonim (Categorie: locuire civilă) (Tip: Așezare)                               | localitate componentă Peștiș, oraș Aleșd | Peștera Piatra Jurcoaiei | Herpaly - Csoszahalom |            |            | Încărcați imagine | Raportați eroare |
| 26724.02.02                            | Așezarea neo-eneolitică de la Peștiș- Peștera Piatra Jurcoaiei / ansamblu anonim (Categorie: locuire civilă) (Tip: Așezare)                               | localitate componentă Peștiș, oraș Aleșd | Peștera Piatra Jurcoaiei | Tiszapolgár           |            |            | Încărcați imagine | Raportați eroare |
| 30443.01.01                            | Așezarea neolitică de la Petrani- Piatra Petranilor / ansamblu anonim (Categorie: locuire civilă) (Tip: Așezare)                                          | sat Petrani, comuna Pocola               | Piatra Petranilor        | Suplacu de Barcău     |            |            | Încărcați imagine | Raportați eroare |
| 30425.01                               | Topor eneolitic din cupru de la Pocola (Categorie: descoperire izolată) (Tip: obiect izolat)                                                              | sat Pocola, comuna Pocola                |                          |                       |            |            | Încărcați imagine | Raportați eroare |
| 31707.01.01                            | Situl arheologic de la Poiana - "La Pădure" / ansamblu anonim (Categorie: locuire civilă) (Tip: Așezare)                                                  | sat Poiana, comuna Tăuteu                | La pădure                |                       | 2003       |            | Încărcați imagine | Raportați eroare |
| 31707.01.02                            | Situl arheologic de la Poiana - "La Pădure" / ansamblu anonim (Categorie: locuire civilă) (Tip: Așezare)                                                  | sat Poiana, comuna Tăuteu                | La pădure                | Bodrogkeresztur       | 2003       |            | Încărcați imagine | Raportați eroare |
| 31707.01.03                            | Situl arheologic de la Poiana - "La Pădure" / ansamblu anonim (Categorie: locuire civilă) (Tip: Așezare)                                                  | sat Poiana, comuna Tăuteu                | La pădure                |                       | 2003       |            | Încărcați imagine | Raportați eroare |
| 31707.01.04                            | Situl arheologic de la Poiana - "La Pădure" / ansamblu anonim (Categorie: locuire civilă) (Tip: Așezare)                                                  | sat Poiana, comuna Tăuteu                | La pădure                | Coțofeni              | 2003       |            | Încărcați imagine | Raportați eroare |
| 31707.01.05                            | Situl arheologic de la Poiana - "La Pădure" / ansamblu anonim (Categorie: locuire civilă) (Tip: Așezare)                                                  | sat Poiana, comuna Tăuteu                | La pădure                | Otomani               | 2003       |            | Încărcați imagine | Raportați eroare |
| 31707.01.06                            | Situl arheologic de la Poiana - "La Pădure" / ansamblu anonim (Categorie: locuire civilă) (Tip: Așezare)                                                  | sat Poiana, comuna Tăuteu                | La pădure                | Igrița                | 2003       |            | Încărcați imagine | Raportați eroare |
| 31707.02.01                            | Așezarea neolitică de la Poiana - "Lângă Calea Ferată" / ansamblu anonim (Categorie: locuire civilă) (Tip: Așezare)                                       | sat Poiana, comuna Tăuteu                | Lângă Calea Ferată       |                       | 2004       |            | Încărcați imagine | Raportați eroare |
| 27203.04.01                            | Așezarea fortificată din epoca bronzului de la Petreu - Cetatea de pămînt / ansamblu anonim (Categorie: construcție defensivă) (Tip: Așezare fortificată) | sat Petreu, comuna Abrămuț               | Cetatea de pămînt        |                       |            |            | Încărcați imagine | Raportați eroare |
| 26724.01.01 (Cod LMI: BH-I-s-B-00988)  | Ruinele cetății medievale Șinteu de la Peștiș - "Cetatea Șoimilor" / ansamblu Ruinele cetății Șinteu (Categorie: locuire civilă) (Tip: Cetate)            | localitate componentă Peștiș, oraș Aleșd | Cetatea Șoimilor         | sec. XIII - XIV       |            |            | Încărcați imagine | Raportați eroare |
| 27203.01.01 (Cod LMI: BH-I-s-B-00989)  | Fortificația de pământ din epoca bronzului de la Petreu - "Zongora" / ansamblu anonim (Categorie: fortificație) (Tip: Fortificație de pământ)             | sat Petreu, comuna Abrămuț               | Ungora                   | Otomani               |            |            | Încărcați imagine | Raportați eroare |
| 27203.02 (Cod LMI: BH-I-s-B-00990)     | Fortificația medievală timpurie de la Petreu - "Cetatea dinăuntru" (Categorie: fortificație) (Tip: fortificație)                                          | sat Petreu, comuna Abrămuț               | Cetatea dinăuntru        |                       |            |            | Încărcați imagine | Raportați eroare |
| 27203.02.01 (Cod LMI: BH-I-s-B-00990)  | Fortificația medievală timpurie de la Petreu - "Cetatea dinăuntru" / ansamblu anonim (Categorie: fortificație) (Tip: Fortificație de pământ)              | sat Petreu, comuna Abrămuț               | Cetatea dinăuntru        |                       |            |            | Încărcați imagine | Raportați eroare |
| 27203.03.01 (Cod LMI: BH-I-s-B-20234)  | Fortificația de la Petreu - "Cetatea din afară" / ansamblu anonim (Categorie: locuire militară) (Tip: Fortificație)                                       | sat Petreu, comuna Abrămuț               | Cetatea din afară        | datare incertă        |            |            | Încărcați imagine | Raportați eroare |
| 30489.01.01 (Cod LMI: BH-II-a-B-01186) | Ruinele cetății medievale de la Pomezeu - "Dealul Morilor" / ansamblu Ruinele cetății Pomezeu (Cetatea Korniș) (Categorie: locuire civilă) (Tip: Cetate)  | sat Pomezeu, comuna Pomezeu              | Dealul Morilor           | sec. XV - XVI         |            |            | Încărcați imagine | Raportați eroare |